# Antoni Vila i Casas
Antoni Vila Casas (Barcelona, 27 de novembre de 1930 - Barcelona, 14 de setembre de 2023) fou un empresari, divulgador de la indústria farmacèutica, filantrop i mecenes català. Fou germà de l'advocat i escriptor Enric Vila i Casas.

## Biografia
Fill d'Enric Vila Miquel (1894 - 1942), doctor en Dret, i de Montserrat Casas Presas. El 1956 es llicencià en farmàcia per la Universitat de Barcelona i el 1960 fou fundador i president del consell d'administració de Laboratoris Prodes (Prodesfarma), que el 1995 es fusionà amb els Laboratoris Almirall. A més d'empresari, ha destacat com a mecenes de nombroses iniciatives culturals. El 1986 creà la Fundació Vila Casas, de la qual n'era president, i que des d'aleshores ha obert uns quants museus d'art a Torroella de Montgrí (Museu Palau Solterra), a Barcelona (Espais Volart i Museu Can Framis) i a Palafrugell (Museu Can Mario).
També fou membre del Consell Social de la Universitat de Barcelona, de la Reial Acadèmia Catalana de Belles Arts de Sant Jordi i de la Reial Acadèmia de Farmàcia de Catalunya. El 1996 rebé la Gran Creu de l'Orde del Mèrit Civil, el 1999 li fou atorgada la Creu de Sant Jordi i el 2004 el premi Montblanc al mecenatge, que concedeix la Fundació Montblanc. Morí el 14 de setembre de 2023 a Barcelona, als 92 anys.

## Premis i reconeixements
- 1997 - Gran Creu de l'Orde del Mèrit Civil.[9]
- 1999 - Creu de Sant Jordi.[1]
- 2004 - Premi Montblanc al mecenatge.
- 2012 - Medalla d'Or al Mèrit Cultural de l'Ajuntament de Barcelona.[10]
- 2022 - Medalla d'Or de la Generalitat de Catalunya[11]